# Amt Kröpelin

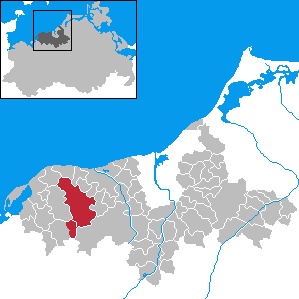
Amt Kröpelin im Landkreis Bad Doberan

Im Amt Kröpelin im ehemaligen Landkreis Bad Doberan in Mecklenburg-Vorpommern mit Sitz in der Stadt Kröpelin waren seit 1992 die fünf Gemeinden Altenhagen, Jennewitz, Karin, Stadt Kröpelin und Schmadebeck zur Erledigung ihrer Verwaltungsgeschäfte zusammengeschlossen. Am 15. März 2004 wurde die vormals selbständige Gemeinde Karin in die neu gebildete Gemeinde Carinerland eingegliedert. Altenhagen, Jennewitz und Schmadebeck wurden am 13. Juni 2004 nach Kröpelin eingemeindet (Kröpelin wurde amtsfrei) – das Amt wurde damit aufgelöst.